# Decorum (kunsttijdschrift)
Decorum was twintig jaar tussen 1982 en 2002 het tijdschrift van de vakgroep Kunstgeschiedenis van de Rijksuniversiteit Leiden. Het tijdschrift had tot doel studenten vaardigheden te leren die goed zou kunnen helpen bij het vinden van een plaats in de wereld van de kunsten. Vooral binnen de media was behoefte aan mensen met een kunsthistorische of kunstkritische achtergrond. Vooral op het gebied van kunstkritiek was binnen de opleiding weinig ervaring en dus was extra aandacht en professionele ondersteuning hard nodig. Decorum zou daar een goed onderwijs middel kunnen zijn. De Stichting Vrienden van Decorum, opgericht vooral om fondsenwerving te faciliteren, verwoordde deze doelstelling als volgt: "door student-redacteuren en beginnende auteurs te steunen bij het promoten, publiceren en uitgeven van innovatief en grensverleggende werk op het gebied van de kunst-, design en architectuurkritiek en de kunst- en cultuurgeschiedenis." Wat Decorum uitzonderlijk maakte was dat het helemaal door studenten en voor studenten gemaakt werd. Dat deze aanpak succesvol was bleek uit het feit dat veel medewerkers, redacteuren en schrijvers posities begonnen te verwerven in de rangen van de media, uitgeverij en publiciteit. Decorum was tevens een platform voor een kritische kijk op de universiteit zelf en droeg ideeën aan voor verbetering en vernieuwing. Vooral ten tijde van de studietijdbekorting en interne bezuinigingen presenteerde Decorum zich juist als pleitbezorger van het tegendeel: Leiden moest meer ambitie tonen, zich meer beroepen op zijn glorierijk verleden en het centrum met Rapenburg, Hortus Botanicus en Sterrenwacht tot aantrekkelijke Campus omvormen. Helaas is het anders gegaan. Het Kunsthistorisch Instituut en zijn Prentenkabinet, met een rijke collectie waar menig overzeese universiteit jaloers op zou zijn, werd verkocht en de collectie verdween in de universiteits bibliotheek en Decorum hield even later op te bestaan. 
Decorum-tijdschrift voor kunst en cultuur-XIV-#2-mei -1996.jpeg

## Geschiedenis
Het tijdschrift verscheen tussen jaargang 1, nummer 1 (september 1982) en jaargang 20, nummer 2 (september 2002). Er verscheen ook een zelf-kritisch 0-nummer (B-Corum) in mei 1982.
Aanvankelijk verscheen Decorum zes, later vier keer per jaar. Er bestaan registers op de jaargangen 1-10 (1982-1992) en op die van 1-15 (1982-1997). Een complete reeks van Decormbevindt zich in het Leids Academisch Museum en de Universiteitsbibliotheek.

## Redacteuren
Grondlegger en beschermheer van Decorum was architectuurdocent Thomas A P ('TAP') Van Leeuwen.
(Hoofd)redacteuren waren Renée Borgonjen, Marjolijn Van Riemsdijk, Eleonoor Jap Sam, Nancy Hoffmann, Anne-Karine Lemstra, Ernie Mellegers, Eliane Polack, Roos van Put, Thomas van Putten, Frans Stoele, Micheline Tasseron, Jacob Voorthuis en Caspar Wintermans.